# Aero L-29 Delfin
L'Aero L-29 Delfin est un monoplan biplace en tandem d'entraînement élémentaire et avancé tchécoslovaque. Il a été l'avion standard d'école des forces du Pacte de Varsovie durant la seconde moitié du XXe siècle.

## Origine
À la fin des années 1950 les forces armées soviétiques recherchaient un appareil d'entraînement à réaction pour remplacer ses appareils d’école équipés de moteurs à piston. Assez rapidement on s’orienta vers l’idée d’un appareil pouvant équiper l’ensemble des forces du Pacte de Varsovie et les constructeurs des pays concernés furent également sollicités.
Pour répondre à ce programme les ingénieurs Z. Rublič et K. Tomáš dessinèrent un monoplan à aile médiane cantilever de construction entièrement métallique. La voilure monolongeron et sans flèche, était réalisée en trois éléments trapézoïdaux, et le fuselage de construction semi-monocoque également réalisé en trois éléments boulonnés entre eux : une pointe avant, une section comportant un poste de pilotage pressurisé équipé de deux sièges éjectables, et une section arrière recevant le réacteur et un empennage en T. L’ensemble reposait sur un train tricycle escamotable. Le prototype XL-29, premier avion à réaction construit en Tchécoslovaquie, effectua son premier vol le 5 avril 1959 avec un moteur Bristol-Siddeley Viper importé de Grande-Bretagne. Un second prototype suivit en juillet 1960, équipé cette fois d’un réacteur tchèque, le M-701C-100 à compresseur centrifuge, amélioré à plusieurs reprises (M-701C-500).
Conçu pour faciliter la transition des pilotes vers les avions de combat, cet appareil robuste (facteur de charge +8G/-4G) et capable d’opérer depuis des terrains sommairement aménagés pouvait recevoir sous voilure 2 réservoirs larguables de 150 litres, 2 pods de 4 roquettes de 67 mm, 2 bombes de 100 kg ou 2 pods de mitrailleuses de 7,62 mm associés à un viseur ASP-3MN/U et une ciné-mitrailleuse.
En 1961 ce biplace fut évalué comparativement avec le PZL TS-11 Iskra polonais et le Yakovlev Yak-30 russe. L’ensemble des forces du Pacte de Varsovie opta pour le Delfin à l'exception de la Pologne, qui décida de poursuivre le développement du TS-11. Le premier appareil de série sortit d’usine en avril 1963.

## Production
3 665 exemplaires ont été construits jusqu’en 1974 par Aero (1943) et LET (1722). Cet appareil a été exporté dans 15 pays et baptisé Maya par l’OTAN.

## Versions
- L-29 Delfin : Modèle de base, utilisé pour l'entraînement de base ou avancé, mais aussi pour l'entraînement au combat ou l’appui tactique. Cet appareil, qui fut remplacé par l’Aero L-39 Albatros chez beaucoup d’utilisateurs, est aujourd’hui un warbird apprécié, en particulier aux États-Unis, au Royaume-Uni et en Afrique du Sud.

- L-29A Delfin Akrobat : Version monoplace de voltige dont le prototype vola en 1967. Très peu construit.

- L-29R : Version de reconnaissance et d’appui dont le développement fut lancé en 1965. Ce modèle se distinguait par un fuselage avant modifié pour recevoir un équipement de prise de vue, des réservoirs externes étant montés en bout de voilure pour accroître le rayon d’action. C’est la principale version exportée hors du Pacte de Varsovie.

- L-29RS : Conversion à partir de 1977 de certains L-29R en appareils d’appui tactique pur, les équipements photographiques étant supprimés.

## Utilisateurs
- Afghanistan : 24

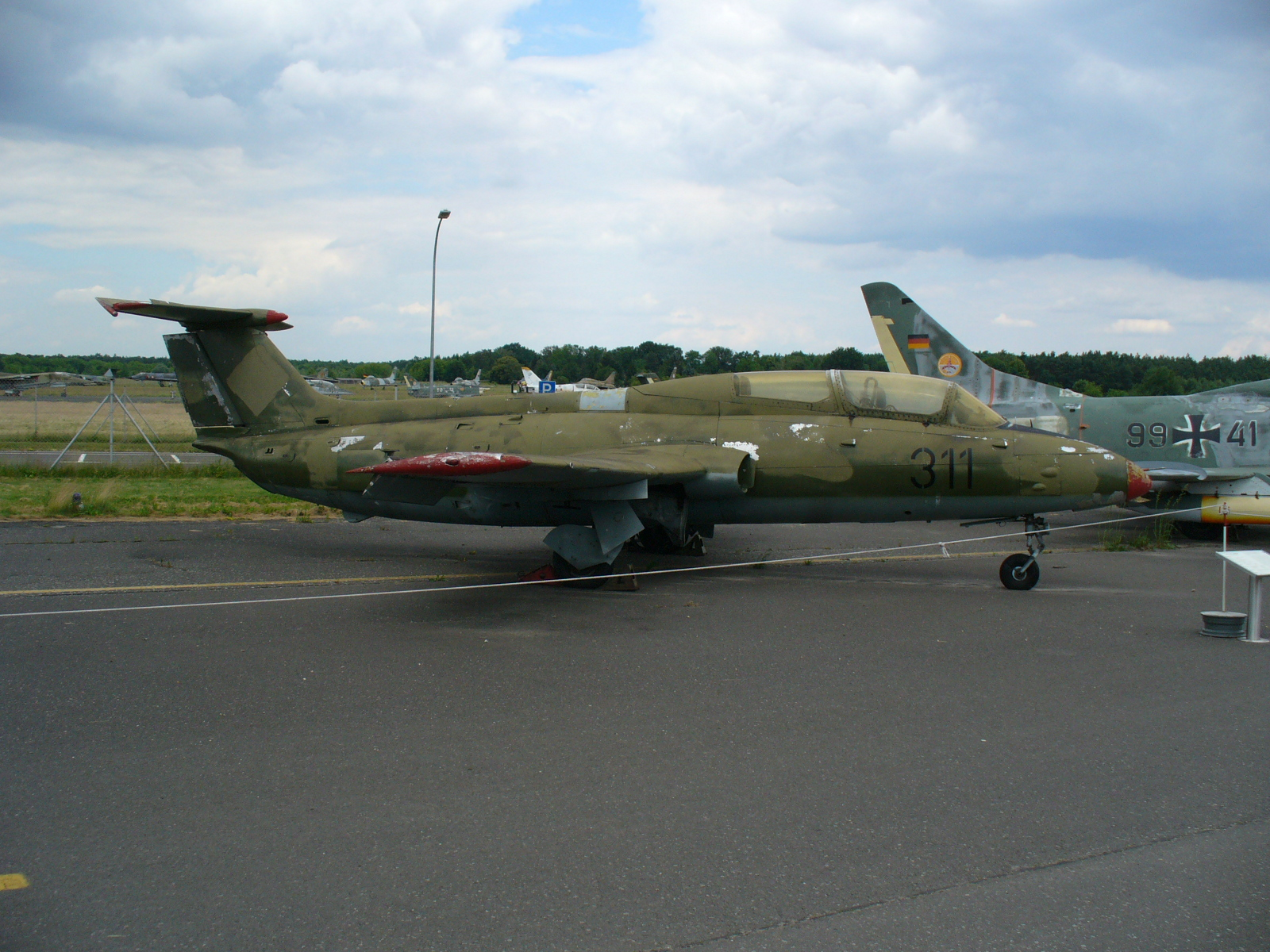
Aero L-29 Delfin conservé au Luftwaffenmuseum de Berlin-Gatow.

- Allemagne de l'Est  : 311 livrés entre 1963 et 1966, remplacé à partir de 1980 par des Aero L-39 Albatros.
- Bulgarie : 102 appareils livrés entre 1965 et 1973 pour l’école de Kamenetz, les derniers étant réformés en novembre 2002.
- Cuba :
- Égypte : Les L-29 égyptiens furent utilisés contre les chars israéliens durant la guerre du Kippour. Ces appareils ont été remplacés depuis par des Alpha Jet.
- Estonie :
- Géorgie : Conserve quelques L-29 (ex URSS) en 2000.
- Ghana : Les L-29 réformés par le Nigéria ont été achetés en 1989 pour équiper l’école de pilotage de Takoradi.
- Guinée : 3 appareils
- Hongrie :
- Indonésie :
- Irak : Durant la Guerre du Golfe une des priorités de la RAF fut la destruction des L-29 irakiens dont un rapport (non confirmé) de l'Alliance prétendait qu'ils avaient été modifiés en drones pour disperser de l'anthrax sur les populations civiles et les forces alliées.
- Mali : 6 L-29 livrés en 1983 à l’École de Pilotage.
- Nigeria :
- Ouganda :
- Roumanie : 52 L-29 livrés entre 1966 et 1974 à l’École d’Application de la Force Aérienne de Boboc-Buzau. Les 7 derniers appareils ont officiellement été réformés le 1er décembre 2005 au profit d’IAR 99 Soim.
- Syrie : Au moins 60 appareils livrés à l’Académie de l’Air de Minakh, dont une quarantaine encore en service en 2000.
- Tchécoslovaquie : 400 livrés, 24 encore en service en 1978. 15 furent versés à la République Slovaque en avril 1999, et réformés en décembre 2002. Les autres ont été conservés par la Tchéquie qui semble toujours les utiliser.
- Union soviétique : Plus de 2000 Delfin ont été utilisés par le DOSAAF, dont ce fut le premier jet d'école. Le passage sur L-29 se faisait le plus souvent après une formation initiale sur Yak-18 ou Yak-52.
- Viêt Nam : 12 avions utilisés par l’école de pilotage de Noi Bai (Doan 910) en 1970/71, remplacés depuis par des L-39C Albatros.

Plusieurs centaines d'avions issus des surplus militaires connaissent une carrière civile. La Federal Aviation Administration compte, en septembre 2012, 124 L-29 civils enregistrés aux États-Unis, la deuxième flotte d'anciens avions militaires à réaction après les L-39.

## Accidents ou incidents
- Dolany, 23 mars 1965: Le L-29 numéro 290111 de l'armée de l'air tchécoslovaque (0111) s'écrase, tuant ses 2 occupants.

- Bautzen, 17 août 1973: Le L-29 numéro 692062  de l'armée de l'air est-allemande (344) s'écrase lors d'un vol d'essais, ses 2 occupants décèdent.

- Bautzen, 26 avril 1976: Le L-29 numéro 692055 de l'armée de l'air est-allemande (315) est percuté par un autre L-29 (numéro 692056, immatriculé 319) alors qu'il attendait pour décoller. 1 mort dans le 315.

- Rothenburg, 26 mars 1977: Le L-29 numéro 490839 de l'armée de l'air est-allemande (367) s'écrase au sol lors d'un looping. Le pilote mourra de ses blessures.

- Hodonice, 23 juin 1992: Le L-29 numéro 591328 de l'armée de l'air tchécoslovaque (1328) s'écrase alors qu'il effectuait des acrobaties. 2 morts.

- Slovaquie, 15 mars 1995: Le L-29 numéro 993302 de l'armée de l'air slovaque (3302) s'écrase.

- Slovaquie, 20 septembre 1996: Le L-29 numéro 691928 de l'armée de l'air slovaque (1928) s'écrase.

- Tillamook, 11 octobre 1996: Le L-29 numéro 591318 immatriculé N7150A percute le sol après une perte de contrôle à basse altitude alors qu'il étaie en position pour photographier un F-4F lors d'un meeting aérien. 2 morts.

- Ouman, 13 août 1997: Un L-29 de l'armée de l'air ukrainienne s'écrase, tuant ses 2 occupants.

- Čejkovice, 1er août 2000: Un L-29 de l'armée de l'air tchèque percute une ligne à haute tension. Son pilote est tué.

- Eastbourne, 18 août 2000: Le L-29 numéro 394912, immatriculé G-MAYA s'écrase dans l'eau lors d'un meeting aérien. Le pilote n'est pas parvenu à redresser son avion après la figure du Huit Cubain, il est tué sur le coup.

- Vereeniging, 10 septembre 2005: Le L-29 numéro 394975, de la Sasol Tiger Team (ZU-DHV) effectue un virage trop serré, à trop faible vitesse et à basse altitude lors d'un meeting aérien, s'écrasant au sol, tuant ses 2 occupants.

- Table Bay, 22 septembre 2006: Le L-29 numéro 294682 de la Sasol Tiger Team (ZU-CYI) alors en queue de formation lors d'un vol d'entraînement s'écrase dans l'eau pour des raisons encore inconnues.

- Millville, 22 juin 2008: Le L-29 numéro 892806 immatriculé N29DJ s'écrase dans un bois. Le NTSB déterminera que le filtre à carburant était bouché, ce qui coupa le moteur et provoque la chute de l'avion peu de temps après son décollage.

- Auckland, 1er février 2009: Le L-29 numéro 395192 immatriculé ZK-SSS sors de l piste, traversant une clôture puis une route avant de terminer sa course dans une voie privée. Son pilote est indemne L'enquête conclura à un problème de freins.

- Tehachapi, 4 juillet 2009: Le L-29 numéro 2847 immatriculé N97869 effectuant à basse altitude s'écrase, tuant ses 2 occupants.

- Moscou, 29 juillet 2010: Le L-29 immatriculé 74-RED est détruit lors de l'incendie du musée national de l'air et de l'espace avec 46 autres appareils.

- Ceradice, 10 juin 2012: Le L-29 numéro 993238 immatriculé OK-ATS s'écrase lors de son approche. Le pilote est tué sur le coup et la passagère mourra plus tard de ses blessures.

- Scurry, 13 décembre 2012: Le L-29 numéro 194144 immatriculé N29NR s'écraser vers l'autoroute 35 et la Trinity River, tuant ses 2 occupants.

- Tarasovka, 17 juillet 2013: Un L-29 ainsi que d'autres appareils sont détruits par des véhicules blindés de la Garde nationale ukrainienne car ils sont soupçonnés d'effectuer des vols illégaux vers la Russie.

- Geiteryggen, 29 septembre 2016: Le L-29 numéro 294879 immatriculé LN-ADA et le L-29 numéro 395199 immatriculé LN-KJJ sont détruits lors de l'incendie d'un hangar avec 2 autres avions.

## Dans la culture populaire
L'avion est visible dans le film Red Sky.

### Développement lié
- Aero L-39 Albatros
- Aero L-59 Super Albatros

### Aéronefs comparables
- Aermacchi MB-326
- Fouga Magister
- PZL TS-11 Iskra
- Soko G-2
- MS-760